# خرمان توزجیان
خرمان توزجیان (انگلیسی: Germán Tozdjián؛ زادهٔ ۸ دسامبر ۱۹۶۴) وزنه‌بردار ارمنی‌تبار اهل اروگوئه است که در بازی‌های المپیک تابستانی ۱۹۸۸ در دسته نیمه‌سنگین‌وزن به رقابت پرداخت.